# کویتو
کویتو (به لاتین: Kuyto) یک گروه از دریاچه‌ها در روسیه است که در جمهوری کارلیا واقع شده‌است.